# بدر البلوشي
بدر البلوشي (5 أغسطس 1972 -)، ممثل كويتي. بدأ التمثيل في عام 1992 ومنذ ذلك الحين وهو يشارك في الأدوار الثانوية.

## أعماله
- طرزان
- ساهي وفاهي
- سوق الجت
- بين عصرين
- أيوب
- 4X4
- تاكسي تحت الطلب
- عتيج الصوف
- ابن النجار
- عائلة ذهب في ذهب
- فريج صويلح
- ان فات الفوت
- شملان
- طبق الأصل
- الأسود
- عجائب وعقارب
- كرت أحمر
- بقايا امل
- النهر المسحور
- لعبة القدر
- من يقتل الأحلام
- أيام الغدر
- بيت بلا ابواب
- الخطر معهم ج1
- الرأي الآخر
- كنز المخاطر
- زمان الإسكافي
- سابع جار
- طير الخير
- زمن دراكولا
- ايقاع مختلف
- بو قلبين
- الناس أجناس
- الوريث
- عودة السندباد
- إثنان على الطريق
- دلق سهيل ج2
- ما يبقى غير الحب
- الفارس و العصابة
- الطير والعاصفة
- دلق سهيل ج1
- البيت المسكون
- مصاص الدماء
- خمسة وخميسة
- العقاب
- طش ورش
- عبيد في التجنيد
- مرآه الزمان
- بو مرزوق
- الخروج من الهاوية
- سيف العرب

## إخراج
- رعب في فيلكا
- السيرك

## وصلات خارجية
- بدر البلوشي على موقع قاعدة بيانات الأفلام العربية